# Tapuirama
Tapuirama  é um distrito de Uberlândia, estado de Minas Gerais, sudeste brasileiro. 
- Segundo o censo IBGE 2010, Tapuirama tem 1911 habitantes e 802 domicílios na área rural e 1981 habitantes em 703 domicílios na área urbana.[1]
- O distrito está localizado no extremo da Zona Sudeste do município, à 48 km do centro de Uberlândia.[2]
- Tapuirama tem a Escola Municipal Sebastião Rangel, na Avenida José Pedro Abalém.[3]

## Acesso ao distrito
- O único acesso à Tapuirama, é pela BR-452, que é a rodovia que liga Uberlândia a Araxá, no Alto Paranaíba e a Belo Horizonte, capital do estado.[4]
- O distrito de Tapuirama é atendido pela linha D682 (Viação São Miguel) do transporte público, que parte do Terminal Novo Mundo, na zona leste de Uberlândia, todos os dias.